# Elizabeth Pacheco Batista Fontes
Elizabeth Pacheco Batista Fontes (24 de dezembro de 1957) é uma pesquisadora brasileira, titular da Academia Brasileira de Ciências na área de Ciências Agrárias desde 2008. É professora do departamento de bioquímica e biologia molecular da Universidade Federal de Viçosa. Estuda, entre outras coisas, os mecanismos de respostas de plantas ao ataque de vírus como os begomovirus.
Foi condecorada com a comenda da Ordem Nacional do Mérito Científico.

## Carreira científica
Elizabeth Fontes se formou em Engenharia de Alimentos pela Universidade Federal de Viçosa, em 1979. Obteve um título de mestrado em Ciência e Tecnologia de Alimentos em 1983 na mesma instituição, e fez um doutorado em Biologia Molecular na North Carolina State University (NCSU), concluído em 1991. Após o doutorado, continuou na NCSU, estudando chaperones moleculares em plantas e geminivírus. Sua pesquisa ajuda a compreender os efeitos do estresse hídrico sobre as plantas, o que pode auxiliar na agricultura em locais áridos.